# Радомльский замок

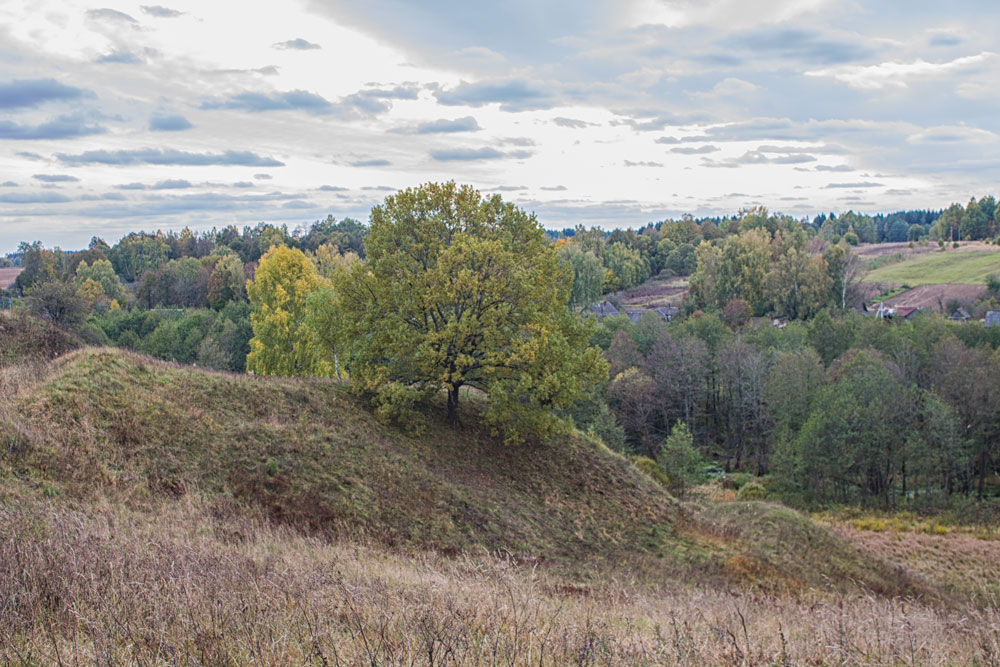

Радомльский замок — бывший замок между деревнями Радомля и Александровка Чаусского района, который существовал в XII—XVII веках.

## Описание
Замчище занимало городище XII—XIII в., расположенное на мысе высокого левого берега реки Радуча, притока Прони. Площадка городища овальной формы (53x40 м) с севера была защищена гребнеподобным валом высотой около 4,7 м и шириной до 8 м в основе. Раннее городище по всему периметру было обнесено валом, который сейчас нивелирован за исключением северного участка. Южный, более низкий край замковой площадки, возвышается над долиной Радучи на 16 м, северо-восточный — более чем на 18 м. От берегового плато замчище было отделено рвом глубиной 10 м и шириной 40 м.
Инвентаря Радомльского замка не сохранились. Исследования дают основание полагать, что в замке было не менее 4 башни: въездная башня-брама, боевая башня на гребнеподобном валу с севера, 2 башни располагались по периметру стен. Через небольшую «брамку-форточку» в толще оборонительных стен осуществлялся выход из замка к реке.
Археологические исследования в Радомле свидетельствуют, что в XIV-XVII вв. деревянные оборонительные стены возводились здесь в виде острокола и традиционных городней, обмазанных глиной. Они стояли на валу, который неоднократно подсыпался. В южной, наиболее охраняемой части замка находился древний колодец, у которого сохранилась воронкоподобная впадина диаметром около 8 м и глубиной более 4,5 м.
12 сентября 1527 замок «з дворы и бояры, и их именьи, и з селы» были пожалован великим князем литовским и королем польским Сигизмундом I Старым князем Михаилу Ивановичу Заславскому. В 1528 году Жаславский по требованию короля передал Радомлю своему сыну Федору, который перешел на службу к московскому князю. С 1528 года Радомля снова стала великокняжеском владением.
В 1535 Радомльский замок сильно пострадал во время осады. Король в письме панам-раде обращал внимание на необходимость срочного «отправеня замку… Радомля по добыванию Московского о опатрене спижею и учинене подможеня боярам». Половина всего собранного в волости хлеба шла в житницу Радомльского замка для создания запасов на случай осады, а доходы с корчм и пошлину — на содержание здешних пушкарей. В арсенале Радомльского замка хранилось огнестрельное оружие, которое централизованно поставляли из пушечного Виленского двора. В 1552—1565 годах для постоянного гарнизона сюда привозились гаковницы, ручницы, разная амуниция. Местная шляхта просила в 1569 году на Виленском сейме короля, чтобы он «Радомлянский замок оправить або его знову будовать расказать рачил».
Во время Ливонской войны 1558-1582 годов Радомльский замок был сожжен.
Во время русско-польской войны 1654-1667 гг. в Радомле формировался белорусский казачий полк К. Поклонского, позже располагались части казаков Нежинского полка. Главной роли в войне замок не играл и после XVII века в исторических источниках не упоминается.